# Horseshoe Bend
Horseshoe Bend är en hästskoformad meanderformation i Coloradofloden som ligger i närheten av staden Page i Arizona.

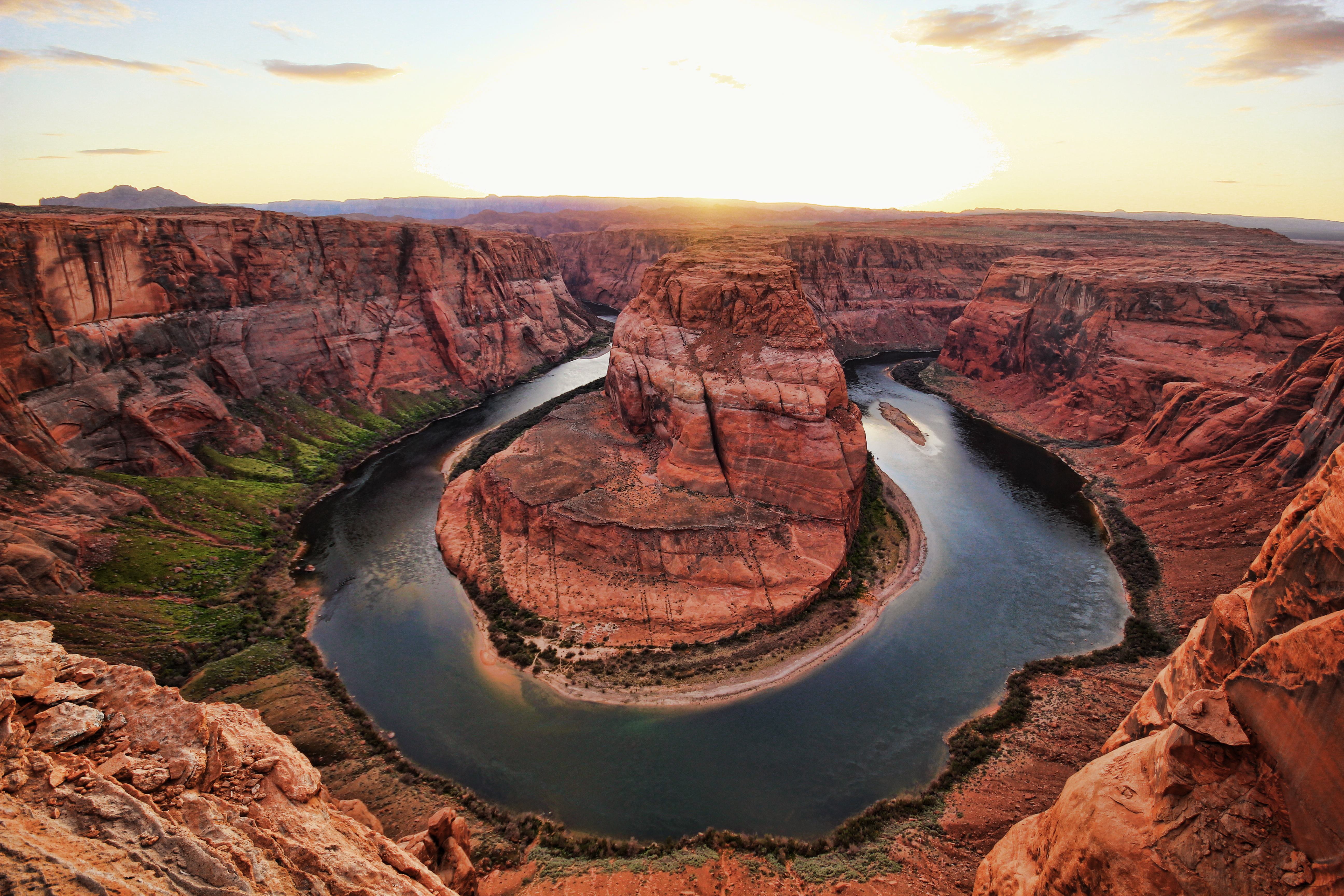
Horseshoe Bend, Arizona.

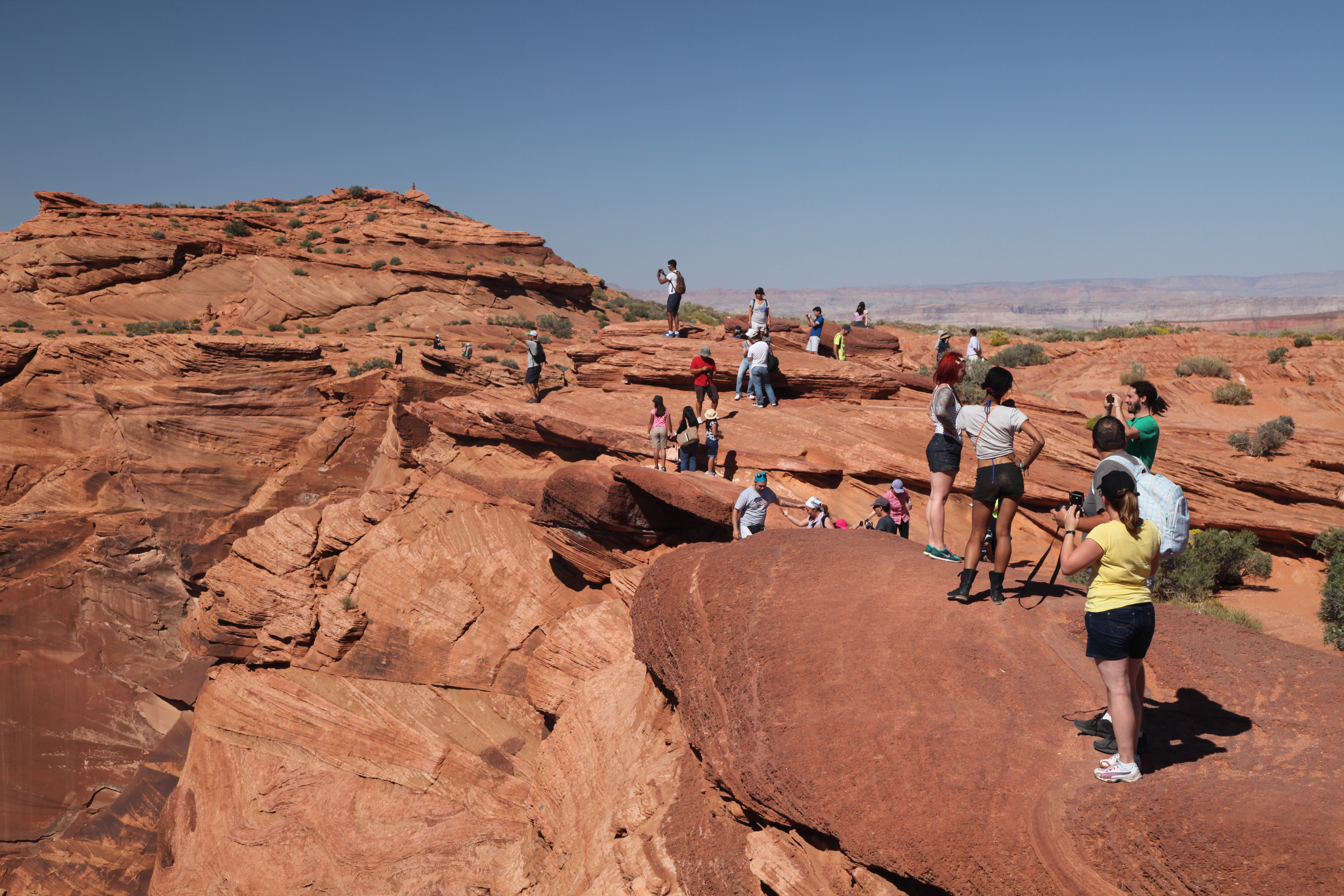
Besökare vid Horseshoe Bend, Arizona.

Från utsiktsplatsen som är knappt 1300 m (4200 feet) över havet är det drygt 300 m (1000 feet) ner till floden. Naturfenomenet nås lättast från parkeringen som ligger 1200 m (0,75 miles) bort.

## Geologi
Till följd av erosion och deposition under miljontals år har Horseshoe Bend fått dagens form. Meanderkurvor bildas genom att eroderat material från ytterkurvorna av en flod följer med strömmen och lägger sig i innerkurvan där strömmen är långsammare. Formen på Horseshoe Bend har blivit extra dramatisk till följd av att Coloradoplatån gradvis har lyft sig och därmed påverkat vattenflödet och frambringat den kurva på 270° som idag finns att beskåda.

## Turism
Länge var Horseshoe Bend främst ett lokalt utflyktsmål som var gratis att besöka, men sociala medier har gjort att exponeringen fullkomligt exploderat. Antalet besökare för 2018 var ca 2 miljoner och för att klara denna anstormning får alla besökare numer betala en inträdesavgift.